# Josef Ertl

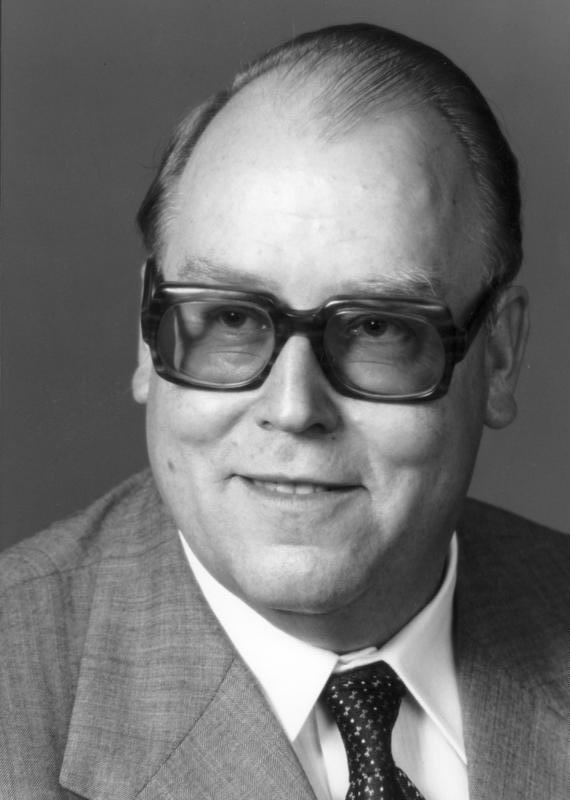
Josef Ertl, 1978

Josef Ertl (* 7. März 1925 in Oberschleißheim; † 16. November 2000 in Murnau am Staffelsee) war ein deutscher Politiker (FDP). Er war von 1969 bis 1983 Bundesminister für Ernährung, Landwirtschaft und Forsten.

## Leben
Ertl wurde als Sohn eines Landwirts geboren und wuchs in Oberschleißheim bei München auf. Nach dem Erreichen der Obersekundareife 1943 wurde Ertl zunächst zum Reichsarbeitsdienst herangezogen und nahm danach als Soldat der Luftwaffe am Zweiten Weltkrieg teil. Am 26. Januar 1943 beantragte er die Aufnahme in die NSDAP und wurde zum 20. April desselben Jahres aufgenommen (Mitgliedsnummer 9.559.336).
Nach Kriegsende holte er das Abitur nach und absolvierte dann eine landwirtschaftliche Lehre sowie anschließend ein Studium der Landwirtschaft in Weihenstephan, wo er 1950 einen Abschluss als Diplomlandwirt erwarb. Zeitlebens war er Mitglied der Studentenverbindung A. V. Agraria zu München-Weihenstephan. Nach zusätzlicher Absolvierung des Staatsexamens trat er in den bayerischen Staatsdienst ein und war von 1952 bis 1959 im Bayerischen Landwirtschaftsministerium tätig. Von 1959 bis 1961 war er als Oberlandwirtschaftsrat Leiter des Landwirtschaftsamtes Miesbach.
Josef Ertl war seit 1953 mit Paula Niklas, der Tochter seines ersten, bis 20. Oktober 1953 amtierenden Vorgängers im Amt des Bundeslandwirtschaftsministers, Wilhelm Niklas (CSU), verheiratet und hatte drei Söhne. Ertl lebte in Bad Wiessee und während seiner Amtszeit als Bundeslandwirtschaftsminister auch im Wachtberger Stadtteil Pech im Rhein-Sieg-Kreis in Nordrhein-Westfalen.
Am Ostermontag 1993 wurde er auf dem familieneigenen Bauernhof von einem Stier angefallen, konnte aber trotz lebensgefährlicher Verletzungen – darunter eine Brustkorbquetschung mit Lungenverletzung und mehrere Rippenbrüche – gerettet werden. Seither war er auf den Rollstuhl angewiesen. Sieben Jahre später wurde er am 10. November 2000 auf dem Hof seines Sohnes Christoph in Rott am Lech erneut Opfer eines Unfalls, bei dem er sich schwere Brandverletzungen zuzog, weil er mit seiner Kleidung mit offenem Feuer in Berührung kam. Eine Behandlung in der Unfallklinik Murnau konnte Ertl nicht retten. Er erlag dort seinen Verletzungen und wurde auf dem Bergfriedhof von Bad Wiessee beigesetzt.

## Partei
1952 wurde Ertl Mitglied der FDP. 1971 löste er Dietrich Bahner als Vorsitzenden der FDP Bayern ab und übte dieses Amt bis 1983 aus. Sein Nachfolger wurde Manfred Brunner.
Unterlagen über seine Tätigkeit als Landesvorsitzender der bayerischen FDP aus den Jahren 1970 bis 1983 werden im Archiv des Liberalismus der Friedrich-Naumann-Stiftung für die Freiheit in Gummersbach aufbewahrt.

## Abgeordneter
Von 1961 bis 1987 war er Mitglied des Deutschen Bundestages. Hier war er von 1968 bis 1969 Stellvertretender Vorsitzender der FDP-Bundestagsfraktion.

## Bundesminister
Nach der Bundestagswahl 1969 wurde er am 22. Oktober 1969 als Bundesminister für Ernährung, Landwirtschaft und Forsten in die von Bundeskanzler Willy Brandt geführte Bundesregierung berufen. Dieses Amt bekleidete er auch unter Bundeskanzler Helmut Schmidt. Nach dem Bruch der sozialliberalen Koalition trat er am 17. September 1982 gemeinsam mit den anderen FDP-Bundesministern zurück. Nach der Wahl von Helmut Kohl zum Bundeskanzler übernahm Ertl am 4. Oktober 1982 erneut die Leitung des Landwirtschaftsministeriums. Da die FDP bei der vorgezogenen Bundestagswahl 1983 erhebliche Stimmeinbußen hinnehmen musste, konnte sie in den Koalitionsverhandlungen nur noch drei FDP-Bundesminister durchsetzen. Das Landwirtschaftsministerium wurde von der CSU beansprucht, so dass Ertl am 29. März 1983 aus der Bundesregierung ausschied.
Ertl war lässig im Umgang mit Geldern, die gespendet wurden. Ertls „Politik der offenen Hand“ führte sogar dazu, dass der seinerzeitige Bundespräsident Karl Carstens 1980 Bedenken hatte, den Freidemokraten erneut zum Bundesminister für Ernährung, Landwirtschaft und Forsten zu ernennen.

## Weiteres Engagement
Der Katholik Josef Ertl wurde 1975 bei der Gründung des Katholisch-Liberalen Arbeitskreises (KLA, seit 1997: KLAK) dessen erster Vorsitzender. Von 1984 bis 1990 war er Präsident der Deutschen Landwirtschafts-Gesellschaft (DLG) und danach deren Ehrenpräsident. Außerdem war er von 1978 bis 1991 Präsident des Deutschen Skiverbandes.

## Ehrungen
- 1971: Bayerischer Verdienstorden
- 1971: Ritter des Ordens wider den tierischen Ernst (zusammen mit Franz Xaver Unertl)
- 1971: Großes Goldenes Ehrenzeichen am Bande für Verdienste um die Republik Österreich[8]
- 1971: Ritter-Großkreuz der Orden von Oranien-Nassau der Niederlande
- 1973: Großes Verdienstkreuz der Bundesrepublik Deutschland[9], 1975 um Stern und Schulterband ergänzt
- 1975: Karl-Abetz-Preis für seine Verdienste um die wirtschaftliche Förderung der deutschen Forstwirtschaft
- 1979: Ernst-Reuter-Plakette der Stadt Berlin
- 1979: Andreas-Hermes-Medaille des Deutschen Bauernverbandes
- 1979: Großkreuz des Verdienstordens der Bundesrepublik
- 1987: Preis der italienischen Agrarjournalisten
- 1992: Thomas-Dehler-Preis
- 1995: Ehrenmedaille in Gold des Bayerischen Bauernverbandes
- Am 30. November 2000 wurde Ertl mit einem Trauerstaatsakt in Berlin geehrt.

Weiter war Ertl auch Ökonomierat der Republik Österreich und Ehrendoktor der Universität Tokio.
Zur Erinnerung an Ertl verleiht die Deutsche Landwirtschaftsgesellschaft (DLG) seit 2001 die Josef-Ertl-Medaille.

## Kabinette
- Kabinett Brandt I – Kabinett Brandt II
- Kabinett Schmidt I – Kabinett Schmidt II – Kabinett Schmidt III
- Kabinett Kohl I